# Ricardo Villegas Cordero

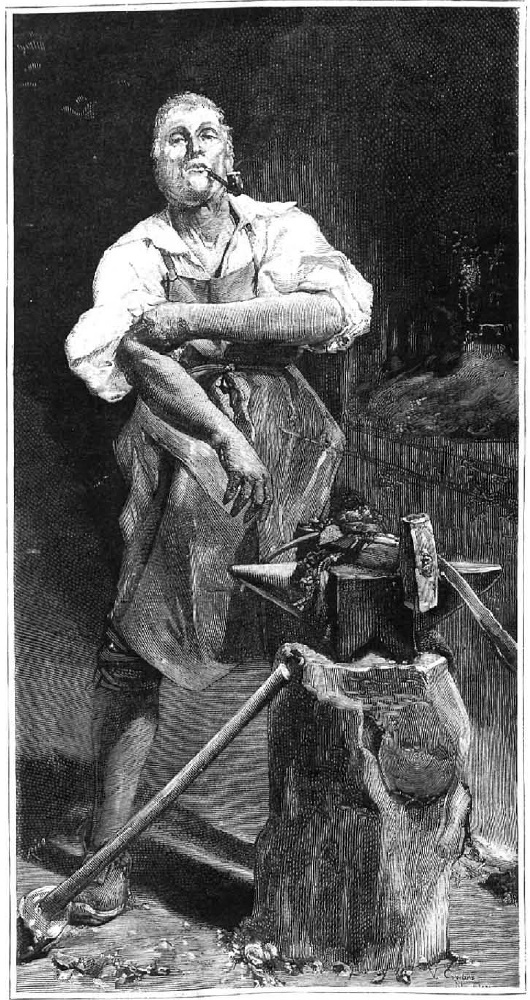
Herrero, de Ricardo Villegas Cordero, 1887.

Ricardo Villegas Cordero (Sevilla, 1849 - 1896) fue un pintor español. Era hermano del también pintor José Villegas Cordero, más conocido que él. Murió ahogado en el río Guadalquivir, tras caer de la embarcación donde viajaba.
Entre sus obras pueden encontrarse Vendedora de pescado o Herrero, ambas presentadas en la
Exposición Nacional de 1887, que se harían con una medalla de oro de segunda clase en la Exposición Internacional de Múnich de 1888. En la Exposición Nacional de 1890 presentó un cuadro titulado La muerte de Viriato, que representaba el asesinato del caudillo lusitano. También cultivó la pintura de tipo orientalista y con temática de inspiración norteafricana.